# 鄭喜沢
鄭 喜沢（チョン・ヒテク、朝鮮語: 정희택/鄭喜澤、1919年4月8日 - 2000年2月10日）は、大韓民国の政治家、検察官、弁護士。第11代韓国国会議員、第10代監査院長。
本貫は延日鄭氏。資産家の鄭雲漢は父、第4代国会議員の鄭南沢は兄、1950年の第2代総選挙に出馬した実業家の鄭春沢も兄弟である。

## 経歴
日本統治時代の慶尚北道高霊郡高霊面出身。1942年に中央大学法学部卒、米国コロンビア大学にて国際法修学、日本高等文官試験司法科合格。1946年以降は司法部監察官、ソウル地方検察庁検事・部長検事、大邱地方検察庁次長検事、釜山地方検察庁次長検事、大邱高等検察庁次長検事、ソウル高等検察庁次長検事、大検察庁検事、中央捜査局長、連合情報委員会議長、統一主体国民会議運営委員（1972年〜1980年）、第5共和国憲法改正審議委員会委員、国家保衛立法会議法制司法委員長、民主正義党結党発起人、第11代国会議員、第10代監査院長（1982年9月21日〜1984年4月7日）、放送委員会委員長（1984年〜1986年）、言論仲裁委員会委員長（1986年〜1993年）を歴任した。
2000年2月10日に持病によりサムスンソウル病院で死去。享年82。